# Terpsichore eggersii
Terpsichore eggersii là một loài thực vật có mạch trong họ Polypodiaceae. Loài này được (Baker ex Hook.) A.R. Sm. miêu tả khoa học đầu tiên năm 1993.